# Skajstery
Skajstery (lit. Skaisteriai) – wieś na Litwie, w okręgu wileńskim, w rejonie wileńskim, w gminie Mickuny, przy linii kolejowej Wilno – Kiena. 
Współcześnie w skład miejscowości wchodzi także dawny zaścianek Asiuta.
Mieści się tutaj polskojęzyczna szkoła początkowa.

## Historia
W XIX i w początkach XX w. położone były w Rosji, w guberni wileńskiej, w powiecie wileńskim, w gminie Mickuny. Po I wojnie światowej pod administracją polską, w Zarządzie Cywilnym Ziem Wschodnich. W latach 1920–1922 w składzie Litwy Środkowej.
Od 11 kwietnia 1922 leżały w Polsce, w województwie wileńskim, w powiecie wileńsko-trockim, w gminie Mickuny. W 1931 miejscowości liczyły:
- Skajstery – 359 mieszkańców, zamieszkałych w 61 budynkach,
- Asiuta – 43 mieszkańców, zamieszkałych w 8 budynkach[4].

Po II wojnie światowej w granicach Związku Sowieckiego. Od 1991 na niepodległej Litwie.